# Brassia warszewiczii
Brassia warszewiczii är en orkidéart som beskrevs av Heinrich Gustav Reichenbach. Brassia warszewiczii ingår i släktet Brassia och familjen orkidéer.
Artens utbredningsområde är Ecuador. Inga underarter finns listade i Catalogue of Life.